# Euproctis kunupi
Euproctis kunupi är en fjärilsart som beskrevs av Collenette 1938. Euproctis kunupi ingår i släktet Euproctis och familjen tofsspinnare. Inga underarter finns listade i Catalogue of Life.